# مالك جاكسون
مالك جاكسون (بالإنجليزية: Malik Jackson)‏ (9 أغسطس 1994 - ) هو ملاكم أمريكي، صنّف ضمن فئة وزن الذبابة.

## روابط خارجية
- مالك جاكسون على موقع اللجنة الأولمبية والبارالمبية الأمريكية (الإنجليزية)